# Nesovice
Nesovice (en allemand : Nessowitz) est une commune du district de Vyškov, dans la région de Moravie-du-Sud, en République tchèque. Sa population s'élevait à 1 080 habitants en 2020.

## Géographie
Nesovice se trouve à 6 km à l'est de Bučovice, à 16 km au sud-est de Vyškov, à 35 km à l'est-sud-est de Brno et à 217 km au sud-est de Prague.
La commune est limitée par Milonice et Uhřice au nord, par Dobročkovice et Brankovice à l'est, par Nemotice et Snovídky au sud, et par Nevojice à l'ouest.

## Histoire
La première mention écrite de la localité remonte à 1131.